# حارة جدر العمري (صنعاء)

تعديل مصدري - تعديل

جدر العمري هي إحدى حارات حي جدر بمدينة الروضة شمال العاصمة اليمنية "صنعاء"، بلغ تعداد سكانها 844 نسمة حسب تعداد اليمن لعام 2004.